# Selaginella illecebrosa
Selaginella illecebrosa är en mosslummerväxtart som beskrevs av Arthur Hugh Garfit Alston. Selaginella illecebrosa ingår i släktet mosslumrar, och familjen mosslummerväxter. Inga underarter finns listade i Catalogue of Life.